# Kanton Hamme
Kanton Hamme is een kieskanton en een gerechtelijk kanton in de Belgische provincie Oost-Vlaanderen en het Arrondissement Dendermonde. Het is de bestuurslaag boven die van de desbetreffende gemeenten, tevens is het een gerechtelijk niveau waarbinnen één vredegerecht georganiseerd wordt dat bevoegd is voor de deelnemende gemeenten. Beide types kanton beslaan niet noodzakelijk hetzelfde territorium.

## Gerechtelijk kanton Hamme
Het gerechtelijk kanton Hamme is gelegen in het gerechtelijk arrondissement Oost-Vlaanderen in het Gerechtelijk gebied Gent. Het kanton is territoriaal bevoegd voor de gemeenten Hamme, Temse, Zele en Waasmunster.
De vrederechter is bevoegd voor alle burgerrechtelijke geschillen tot en met € 5.000,00.  Daarnaast is hij bevoegd voor een aantal specifieke geschillen, ongeacht het bedrag van de betwisting.  Zo neemt de vrederechter kennis van alle huurgeschillen inzake onroerende goederen, geschillen inzake gebruik, genot, onderhoud, behoud of beheer van mede-eigendom (o.a. in appartementsgebouwen), erfdienstbaarheden, rechten van overgang, bezitsvorderingen, ruilverkavelingen, schade door mensen of dieren veroorzaakt aan velden vruchten en veldvruchten, consumentenkredieten en nietigverklaring van een koop op grond van een gebrek van de zaak bij verkoop of ruiling van dieren.  De vrederechter heeft ook een belangrijke taak bij het beschermen van onbekwamen.  Hij moet zijn toestemming (machtiging) geven voor belangrijke beslissingen die ouders of voogden moeten nemen m.b.t. de goederen van hun minderjarige kinderen.  Bovendien organiseert hij het beschermingsstatuut van meerderjarige onbekwamen (bewindvoering).  Bovendien kan de vrederechter mensen die ingevolge een geestesziekte een gevaar vormen voor zichzelf of voor anderen voor een beperkte periode gedwongen laten opnemen in een psychiatrisch ziekenhuis.
De vrederechter wordt ook wel de "nabijheidsrechter" genoemd.  De rechter die het dichtst bij de mensen staat.  Geschillen die tot de bevoegdheid van de vrederechter behoren kunnen ook eerst worden opgeroepen in minnelijke schikking.  Hierbij zal de vrederechter trachten om het geschil minnelijk op te lossen.  Het proces-verbaal dat van een dergelijke minnelijke oplossing wordt opgesteld heeft dezelfde waarde als een vonnis.

## Kieskanton Hamme
Het kieskanton Hamme beslaat de gemeenten Hamme en Waasmunster. Het maakt deel uit van het provinciedistrict Dendermonde, het kiesarrondissement Dendermonde-Sint-Niklaas en de kieskring Oost-Vlaanderen.

### Structuur
| Hamme            | Hamme            | Supranationaal         | Nationaal                         | Nationaal                 | Gemeenschap               | Gewest                    | Provincie                 | Arrondissement           | Provinciedistrict | Kanton          | Gemeente          | District         |
| ---------------- | ---------------- | ---------------------- | --------------------------------- | ------------------------- | ------------------------- | ------------------------- | ------------------------- | ------------------------ | ----------------- | --------------- | ----------------- | ---------------- |
| Administratief   | Niveau           | Europese Unie          | België                            | België                    | Vlaanderen                | Vlaanderen                | Oost-Vlaanderen           | Dendermonde              | Dendermonde       | Dendermonde     | Hamme Waasmunster | -                |
| Administratief   | Bestuur          | Europese Commissie     | Belgische regering                | Belgische regering        | Vlaamse regering          | Vlaamse regering          | Deputatie                 | Deputatie                | Deputatie         | Deputatie       | Gemeentebestuur   | Districtscollege |
| Administratief   | Raad             | Europees Parlement     | Kamer van volksvertegenwoordigers | Vlaams Parlement          | Vlaams Parlement          | Vlaams Parlement          | Provincieraad             | Provincieraad            | Provincieraad     | Provincieraad   | Gemeenteraad      | Districtsraad    |
| Kiesomschrijving | Kiesomschrijving | Nederlands Kiescollege | Kieskring Oost-Vlaanderen         | Kieskring Oost-Vlaanderen | Kieskring Oost-Vlaanderen | Kieskring Oost-Vlaanderen | Kieskring Oost-Vlaanderen | Dendermonde-Sint-Niklaas | Dendermonde       | Hamme           | Hamme Waasmunster | -                |
| Verkiezing       | Verkiezing       | Europese               | Federale                          | Federale                  | Vlaamse                   | Vlaamse                   | Provincieraads-           | Provincieraads-          | Provincieraads-   | Provincieraads- | Gemeenteraads-    | Districtsraads-  |